# Carenze affettive
Per carenze affettive, o privazioni affettive, si intende la temporanea o duratura incuria soprattutto della madre ma anche del padre o di chi dovrebbe aver cura di un bambino, in ordine soprattutto agli aspetti affettivo-relazionali (sorrisi, giochi, carezze, abbracci, baci, parole affettuose). Aspetti affettivo -relazionali questi ritenuti indispensabili  per il normale sviluppo psichico di un essere umano.

## Panoramica
Questa tematica, studiata ed approfondita da parte di numerosi studiosi, come L. Bender, L. Despert, Spitz, A. Freud, e J. Bowlby, è fondamentale per comprendere le necessità dei piccoli dell’uomo.
Ogni bambino che nasce ha bisogno per la sua crescita fisiologica non solo di alimenti di tipo organico ma anche e soprattutto di apporti di tipo affettivo – relazionale. Questi apporti che potremmo chiamare gli “alimenti dell’affettività e della psiche”, fatti essenzialmente di comunione, dialogo, tenerezze, rassicurazioni, coccole, giochi e frequente vicinanza affettiva, sono indispensabili per lo sviluppo psicoaffettivo di ogni essere umano.
Tuttavia mentre i pediatri, i genitori e la società nel suo complesso sono molto attenti agli alimenti organici, e pertanto i consigli su quanto mangiare, su cosa mangiare e come preparare i cibi affinché siano ben digeribili e assimilabili, sono numerosi e costanti durante tutta l’arco della crescita del minore, non sempre vi è la stessa sensibilità e lo stesso impegno nel monitorare nel tempo la quantità e la qualità degli apporti affettivo - relazionali che dovrebbero essere offerti al minori da parte delle persone a lui vicine. Ciò avviene nonostante il fatto che da tempo sia risaputo quanto questi apporti siano indispensabili affinché si strutturi - e poi si rafforzi e cresca in modo sano e armonico - l'Io del bambino.
Quando questo secondo indispensabile “alimento” fatto di un sereno, giocoso, costante, frequente e positivo dialogo e scambio affettivo-relazionale con i genitori e gli altri familiari è alterato, carente o del tutto mancante, inevitabilmente il bambino e poi l’adolescente e l’adulto che si formeranno andranno incontro a conseguenze più o meno gravi sia di tipo organico, sia soprattutto di tipo psicologico.
Per E. Tribulato:
Per Bowlby: 

## Le conseguenze organiche e psicologiche
Le conseguenze organiche date dalle carenze affettive provocano spesso un calo delle difese immunitarie con conseguente aumento della frequenza e della gravità delle malattie nelle quali potrà incorrere il bambino.
Sono tuttavia nettamente più evidenti e gravi, anche se molto variabili, le conseguenze psicologiche che si possono concretizzare in: ritardo o blocco nelle acquisizioni linguistiche; impaccio motorio; disturbi del sonno; mancata o scarsa autonomia affettiva con notevole dipendenza dalla figura materna; scarsa o carente socializzazione e integrazione sia con gli adulti sia soprattutto nei confronti dei coetanei; presenza di intense e irrefrenabili ansie e paure; maggiore irritabilità e instabilità; aumento dei disturbi e delle malattie psicosomatiche, sintomi depressivi e così via.
Per J. Bowlby:

## La gravità delle carenze affettive
Le carenze affettive possono riguardare la prima infanzia, l’età prescolare o l’età scolare. Sono nettamente più gravi le carenze affettive della prima infanzia, mentre sono meno gravi le carenze affettive che si manifestano nell’età prescolare e nell’età scolare.
La gravità della sindrome carenziale dipende anche dalla sua durata. Per cui questa sarà tanto più grave quanto più duratura sarà nel tempo la mancanza o carenza di adeguati e costanti apporti affettivi. 
La gravità può dipendere anche dalle caratteristiche individuali. Vi sono bambini che sopportano meglio le carenze affettive per cui rispondono a queste con sintomi più lievi e momentanei, mentre altri bambini reagiscono con sintomi più gravi e duraturi. Nonostante ciò per E. Tribulato 
Un elemento importante è dato dagli apporti degli altri componenti della famiglia.
Quando altri familiari come i nonni o gli zii si impegnano e sono particolarmente disponibili e attenti nella cura del bambino, potrà essere mitigato, se non proprio annullato, il danno provocato dallo scarso apporto affettivo – relazionale dovuto a genitori poco attenti, non sempre presenti o scarsamente disponibili. Al contrario, modeste carenze presenti nei genitori nella cura del figlio, possono essere accentuate dall’assenza o dallo scarso coinvolgimento delle altre figure familiari come quelle dei nonni e degli zii. 
Pertanto per E. Tribulato:
Anche per Bowlby:

## Tipi di carenze affettive
La carenza affettiva può essere acuta o cronica. Una carenza affettiva acuta cessa e si conclude rapidamente nel tempo. Mentre si ha una carenza cronica quando i genitori o chi dovrebbe avere cura del bambino hanno nei confronti di questi un costante o frequente atteggiamento, caratterizzato da scarsa attenzione, cura, impegno, disponibilità all’ascolto e al dialogo. 
I danni da carenza affettiva possono essere in parte o del tutto recuperati se i genitori, ma anche gli altri familiari, nel momento in cui si accorgono del disagio del bambino cercano, mediante maggiori cure, accoglienza, dialogo, di essere più vicini ai bisogni affettivi del figlio. Al contrario questi danni possono accentuarsi quando il disagio espresso dal bambino viene ignorato o peggio mal valutato ad esempio, quando viene giudicato come un semplice capriccio da correggere, punire o reprimere in ogni modo.
Anche per J. De Aiuriaguerra e D. Marcelli:

## Cause
Le cause di uno scarso, carente o alterato apporto affettivo-relazionale nei confronti dei minori possono essere
- Frequente delega ad altri familiari o peggio alla scuola e alle altre istituzioni dei principali e insostituibili doveri educativi, di cura e presenza;
- Presenza di attività lavorative molto impegnative e psicologicamente stressanti o che comportano frequenti e lunghe assenze dalla propria abitazione;
- Eccessiva frequenza e disponibilità nei confronti di attività ludiche e sportive vissute fuori della famiglia con amici e conoscenti;
- Eccessivi impegni culturali, sociali, politici o religiosi;
- Presenza di disarmonie nell’ambito della coppia che costringono i genitori a utilizzare buona parte delle proprie energie per difendersi o lottare l’uno contro l’altro, piuttosto che per vivere bene e in armonia la relazione con i figli;
- Presenza di caratteristiche psicologiche nei genitori e nei familiari che rendono a questi difficile se non impossibile un dialogo e un ascolto sereno, nel mentre diventa raro il piacere di vivere con gioia la relazione con i figli;
- Presenza di un genitore unico;
- Assenza o scarsa presenza di una rete familiare attiva, unita, collaborante e vicina;
- Scarsa competenza o disponibilità nella cura dei minori che rende poco gratificante se non proprio frustrante il rapporto con i propri figli;
- Presenza eccessiva di strumenti elettronici che sottraggono ai genitori quelle attenzioni e quel tempo che dovrebbero dedicare al dialogo, al gioco e alla cura della prole;